# Hestroff

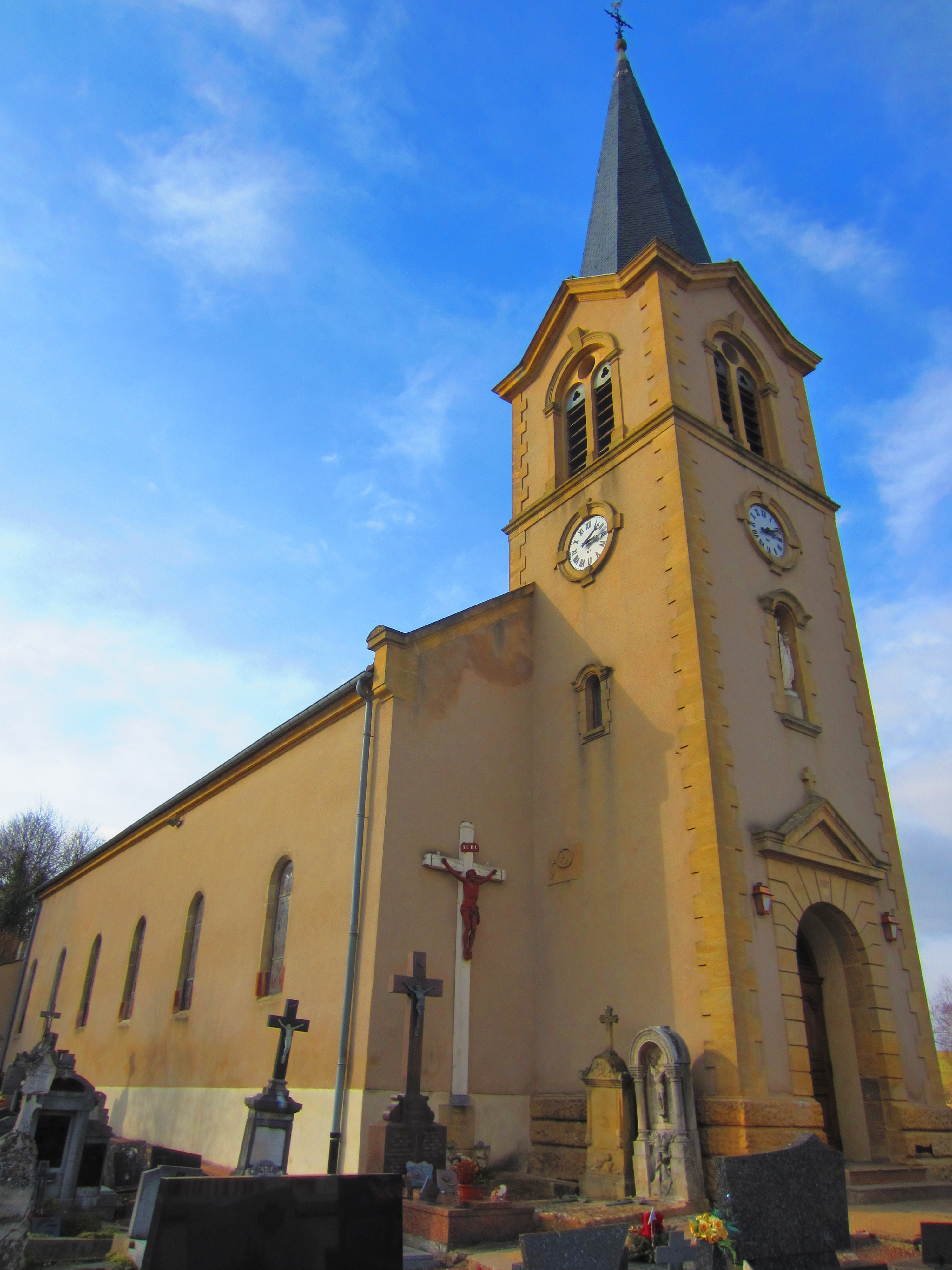
Kirche St. Jean-Baptiste

Hestroff (deutsch Hessdorf) ist eine französische Gemeinde  mit 479 Einwohnern (Stand 1. Januar 2022)  im Département Moselle in der Region Grand Est.

## Geographie
Der Ort liegt im Norden Lothringens, 26 Kilometer nordöstlich von Metz, 14 Kilometer nordnordwestlich von Boulay-Moselle (Bolchen), acht Kilometer westsüdwestlich von Bouzonville (Busendorf) und zwei Kilometer westlich von Anzeling (Anzelingen) und 13 Kilometer von der Grenze zum Saarland entfernt. Im Nordosten wird das Gemeindegebiet vom Anzelingerbach durchquert.

## Geschichte
Der Ort wurde erstmals 960 als Heruwinivilla erwähnt, dann als Harewainville (1212) und Hernedorp (1224).
Weitere urkundlich überlieferte Ortsbezeichnungen sind Heystroff (1212), Heurestorf (1271), Herstourf (1290), Herrestorf (1291),  Herstorph (1297), Heistroff (1553) sowie Erstroff und Hestroff.
Die Ortschaft gehörte früher zum Herzogtum Lothringen im Heiligen Römischen Reich. Sie grenzt an die Sprachgrenze zwischen Fränkisch und Romanisch.
Durch den Frankfurter Frieden vom 10. Mai 1871 kam das Gebiet an das deutsche Reichsland Elsaß-Lothringen, und das Dorf wurde dem Kreis Bolchen im Bezirk Lothringen zugeordnet. Die Dorfbewohner betrieben Getreide-, Obst- und Weinbau sowie Viehzucht.
Nach dem Ersten Weltkrieg musste die Region aufgrund der Bestimmungen des Versailler Vertrags 1919 an Frankreich abgetreten werden. Im Zweiten Weltkrieg war die Region von der deutschen Wehrmacht besetzt, und der Ort stand bis 1944 unter deutscher Verwaltung.

### Bevölkerungsentwicklung
| Jahr      | 1962 | 1968 | 1975 | 1982 | 1990 | 1999 | 2006 | 2019 |
| Einwohner | 349  | 368  | 356  | 346  | 380  | 410  | 389  | 466  |

## Wappen
Das Lamm des heiligen Johannes des Täufers (Agnus Dei) im Wappen deutet auf den Schutzpatron der Gemeinde; die drei Muscheln symbolisieren die Propstei von Sierck, von der das Dorf abhängig war.

## Sehenswürdigkeiten
- Kirche La décollation de St. Jean-Baptiste („Die Enthauptung des Heiligen Johannes des Täufers“) aus dem Jahr 1730
- Befestigungswerke der Maginot-Linie (Das "Fort mit Fresken" kann besichtigt werden).

## Persönlichkeiten
- Mathias Robert de Hesseln, Kartograph von König Ludwig XV. von Frankreich, verbrachte dort seine Jugend.